# Ягоднинське сільське поселення
Я́годнинське сільське поселення (рос. Ягоднинское сельское поселение) — сільське поселення у складі Верхньокетського району Томської області Росії.
Адміністративний центр — селище Ягодне.
Населення сільського поселення становить 795 осіб (2019; 1009 у 2010, 1120 у 2002).

## Склад
До складу сільського поселення входять:
| Населений пункт | Населення, осіб (2002) | Населення, осіб (2010) |
| --------------- | ---------------------- | ---------------------- |
| Нібега, селище  | 308                    | 219                    |
| Санджик, селище | 31                     | 30                     |
| Ягодне, селище  | 781                    | 760                    |